# Bjørn Ludvigsen
Bjørn Ludvigsen (Harstad, 14 de febrero de 1969-26 de febrero de 2025) fue un futbolista noruego que jugó en la posición de centrocampista.

## Equipos
| Periodo   | Club           |
| --------- | -------------- |
| 1986-1991 | Harstad IL     |
| 1992–1993 | Tromsdalen UIL |
| 1994–1996 | Tromsø IL      |
| 1997      | Harstad IL     |

## Logros
- Copa de Noruega (1): 1996